# Верховский, Вадим Никандрович
Вадим Никандрович Верховский (12 ноября 1873 — 6 января 1947) — советский учёный-химик. Автор учебников по химии, издававшихся с 1907 по 1975 год, в том числе первого советского учебника по неорганической химии (1933). Профессор (1922), доктор педагогических наук (1933), Заслуженный деятель науки РСФСР (1940), академик АПН РСФСР (1944). Брат Юрия и Лидии Верховских.

## Биография
Родился в г. Белый Смоленской губернии 12 ноября 1873 года[по какому календарю?] в дворянской семье; его отец Никандр Иванович был присяжным поверенным в Смоленске и владел имением Щелканово.
Окончил Смоленскую гимназию (1893) и физико-математический факультет Санкт-Петербургского университета (1899, с дипломом 1-й степени).
С 1906 года — преподаватель химии Тенишевского училища. Опубликовал учебную книгу для гимназии «Первые работы по химии» (1907), выдержавшую 10 изданий, и «Учебник химии» (1915), переиздававшийся 11 раз. В предисловии к своей первой монографической работе «Техника постановки химических опытов» (1911) Верховский писал:

Мне лично пришлось столкнуться с постановкой лекционных опытов не сразу по окончании университета, а после шести лет работы в научных и технических лабораториях, и я все-таки часто встречался с большими трудностями. Некоторые опыты начали у меня вполне хорошо и правильно получаться только на третий-четвертый год моего лаборантства
Соавтор (совместно с Л. М. Сморгонским и Я. Л. Гольдфарбом) учебника органической химии для 10 класса, который с 1932 по 1948 г. выдержал 13 изданий и был переведен на 24 языка.
Преподавал также в Императорском женском педагогическом институте. С 1918 года — заведующий кафедрой химии Петроградского педагогического института. В 1922 году утверждён в звании профессора, в 1933 году ему была присуждена учёная степень доктора педагогических наук.
Руководил разработкой первой советской программы систематического курса химии (1932), создал первый советский учебник по неорганической химии (1933) и разработал методику преподавания химии (1934).
Умер 6 января 1947 года в Ленинграде; похоронен на Литераторских мостках Волковского кладбища, недалеко от могилы Д. И. Менделеева.